# Tamás Kiss (canoë)
Pour les articles homonymes, voir Tamas.
Tamas Kiss (9 mai 1987 à Ajka) est un céiste hongrois pratiquant la course en ligne.